# Kokomopteridae
Kokomopteridae ist eine Familie der Unterordnung Stylonurina aus der Ordnung der Seeskorpione (Eurypterida).

## Merkmale
Bei den Arten aus der Familie Kokomopteridae hatte das Metastoma am hinteren Ende eine Kerbe. Die prosomalen Gliedmaßen II bis V waren stachelig (Lamontopterus-Typ), VI jedoch hatte keine Stacheln (Kokomopterus-Typ). Das Opisthosoma war undifferenziert und hatte einen marginalen Rand.

## Fundorte
Vertreter der Familie Kokomopteridae wurden in Nordamerika (Bundesstaat Indiana) und Europa (Schottland) gefunden.

## Systematik
Die Familie wurde 1966 von Erik Norman Kjellesvig-Waering aufgestellt. Sie beinhaltet nach Lamsdell, Braddy & Tetlie 2010 folgende Gattungen:
- Kokomopterus
- Lamontopterus